# Kiyose
Kiyose (清瀬市?) è una città giapponese conurbata in Tokyo.